# Vladivoj Tomek
Vladivoj Tomek (ur. 9 czerwca 1933 r. w Pradze, zm. 17 listopada 1960 r. w Pradze) – czechosłowacki skaut, przywódca antykomunistycznej grupy zbrojnej w okresie powojennym
Uczył się w gimnazjum w Pradze. Należał do skautów. Po przejęciu władzy przez komunistów w lutym 1948 r., zaangażował się w działalność przeciw ich rządom. Początkowo malował na budynkach i murach karykatury prominentnych komunistów i wypisywał hasła antykomunistyczne. Rozrzucał też ulotki. Następnie na pocz. 1951 r. utworzył grupę zbrojną, którą nazwał "Othello". Oprócz prowadzenia działań propagandowych miała ona napadać na funkcjonariuszy czechosłowackich służb bezpieczeństwa StB i działaczy partii komunistycznej, a także wysadzać budynki i obiekty użyteczności publicznej. Grupa planowała podłożyć ładunek wybuchowy pod wiadukt kolejowy, czy gmach partii komunistycznej w Pradze. Chciała nawet porwać ministra obrony narodowej gen. Ludvika Svobodę. Żaden z tych pomysłów nie został jednak wykonany. W celu zdobycia broni pod koniec grudnia 1951 r. urządzono jedynie zasadzkę na patrol wojskowy 4 żołnierzy, z których 1 został zabity, a drugi ciężko ranny. W 1956 r. większość członków grupy powróciła do normalnego życia. Do reszty dołączył natomiast oficer czechosłowackiej armii por. Ludvik T. Díky. Grupa uaktywniła się po wybuchu w Budapeszcie powstania antysowieckiego. Ograniczyła się jednak do działań propagandowych. Z powodu braku środków finansowych przeprawadzono napad na kasjera, który miał przewozić pieniądze, ale okazało się, że ich nie ma. 18 grudnia 1959 r. aresztowano członków grupy. Po procesie skazano ich na kary od 2,5 do 25 lat więzienia. Natomiast V. Tomek otrzymał karę śmierci. Był prawdopodobnie ostatnim rozstrzelanym z powodów politycznych. W 2001 r. w Pradze została odsłonięta tablica pamiątkowa upamiętniająca go.